# Nectandra subbullata
Nectandra subbullata är en lagerväxtart som beskrevs av J.G. Rohwer. Nectandra subbullata ingår i släktet Nectandra och familjen lagerväxter. Inga underarter finns listade i Catalogue of Life.